# Chamberlin (instrument)
El Chamberlin és un instrument de teclat electromecànic que va ser un precursor del Mellotron. Va ser desenvolupat i patentat per l'inventor de Wisconsin, Harry Chamberlin, de 1949 a 1956, quan es va introduir el primer model. Existeixen diversos models i versions d'aquests instruments musicals de Chamberlin. Tot i que la majoria són instruments basats en teclat, també hi havia una de les primeres caixes de ritmes produïdes i venudes.